# Lake Pleasant (Nueva York)
Lake Pleasant es un pueblo en el condado de Hamilton, Nueva York, Estados Unidos. La población en el censo de 2000 era de 876 personas. En él se encuentra la sede de condado del condado de Hamilton, llamada también Lake Pleasant.
El Pueblo de Lake Pleasant se encuentra dentro de Adirondack Park y localizado en el centro del condado. El pueblo está al noroeste de Schenectady.
Lake Pleasant es considerado como un punto turístico del condado de Hamilton. Según estimaciones, las casas veraniegas llegan a superar a más de tres tercios el total de casas de la zona. Entre Días Memoriales y Día del Trabajo el pequeño pueblo se atesta de visitantes de otras partes del estado.